# Le Tonnerre
Le Tonnerre è un cortometraggio muto del 1922 diretto da Louis Delluc e ispirato a un racconto di Mark Twain.